# Колобов, Леонид Николаевич
Леонид Николаевич Колобов (1873, Вологда — 1942, Омск) — советский театральный актёр и режиссёр. Народный артист Украинской ССР (1938).

## Биография
Сценическую деятельность начал в 1895 в Ярославском театре. В 1919—1933 гастролировал во многих городах периферии РСФСР. Последний антрепренёр Курского драматического театра (ныне Курский государственный драматический театр имени А. С. Пушкина). Служил в нём в 1915—1923, затем в 1934—1935 гг.
В 1923 работал в Ростове. В 1929—1930 гг. работал на сцене Томского драматического театра, в 1930—1931 гг. — Омского, в 1931—1932 — Новосибирского, в 1932—1933 — Иркутского и Кузнецкстроя.
В 1933—1934 и с 1936 года — артист Харьковского русского драматического театра им. А. С. Пушкина, где наиболее полно раскрылось характерное дарование актёра.
В 1941 г. труппа Харьковского театра была эвакуирована в Улан-Удэ. По дороге в поезде Колобов заболел и был оставлен в Омске. Выздоровев, играл на сцене Омского драмтеатра.
Умер 15 декабря 1942 года. Похоронен на Казачьем кладбище Омска. При сносе кладбища прах Колобова перенесен на Старо-Северное кладбище Омска.

## Роли в театре
Лучшие роли актёра связаны с русской драматургией:
- Молчалин и Фамусов в комедии А. С. Грибоедова «Горе от ума»;
- Подхалюзин («Свои люди — сочтёмся»);
- князь Мышкин («Идиот» по Достоевскому),
- Осип («Ревизор» Гоголя),
- Фирс и Кулыгин («Вишнёвый сад» и «Три сестры» А. Чехова),
- главная роль в спектакле «Иудушка Головлёв» по Салтыкову-Щедрину,
- Каренин («Анна Каренина» Льва Толстого),
- Егор Булычев и Лука («На дне») в пьесах Горького.
- Медведев («Слава» Гусева),
- Суворов («Полководец Суворов» И. Бахтерева и А. Разумовского),
- Хагберг («Люди в белых халатах» Кингсли),
- Фаюнин («Нашествие» Л. Леонова) и др.